# Porte-Joie
Porte-Joie là một xã thuộc tỉnh Eure trong vùng Normandie miền bắc nước Pháp.